# Bão Conson (2010)
Bão Conson (International designation: 1002 Joint Typhoon Warning Center (JTWC) Designation: 03W, PAGASA Name: Basyang, NCHMF storm-number: Bão số 1 năm 2010) là cơn bão nhiệt đới đầu tiên trong mùa bão Tây Bắc Thái Bình Dương gây ảnh hưởng đối với Philippines, Việt Nam.

## Lịch sử khí tượng
Phát triển từ một xoáy thuận nhiệt đới ở phía đông Philippines vào ngày 11 tháng 7 năm 2010, Conson đã nhanh chóng phát triển khi nó đến gần phía tây. Các điều kiện môi trường thuận lợi như áp suất thấp và nhiệt độ bề mặt biển ấm đã khiến xoáy thuận này tăng cường thành bão nhiệt đới vào ngày 12 tháng 7 năm 2010. Vào khoảng cùng thời điểm, JTWC đã đánh giá bão đã tương đương một Category bão cấp 1. Trong ngày tiếp theo, Conson đã đi vào tỉnh Quezon với tốc độ gió 100 km/h trước khi suy yếu. Sau khi tràn qua quần đảo Philipin, bão đi vào Biển Đông nơi nó đã có thể được tái tăng cường cường độ. Ngày 16 tháng 7, Conson đã đạt mức bão lớn khi nó đến gần đảo Hải Nam. Sau đi qua rìa đảo Hải Nam với cường độ bão mạnh nhất, tốc độ gió 130 km/h, đảo suy yếu ở vịnh Bắc Bộ do các điều kiện kém thuận lợi hơn.
Tối 17 tháng 7 năm 2010, trung tâm bão đã đổ bộ vào khu vực Hải Phòng, Thái Bình, Nam Định với tốc độ gió từ 75 đến 117 km/h (tương đương cấp 11, cấp 12 theo thang bão Việt Nam). Đuôi bão đã quét qua khu vực các tỉnh Thanh Hóa, Nghệ An. Sáng 18 tháng 7 năm 2010, bão đã suy yếu thành áp thấp nhiệt đới, sau đó áp thấp nhiệt đới tiếp tục đi lên phía tây bắc và tan dần.

## Những thiệt hại
Trước khi suy yếu, bão Conson đã gây thiệt hại khá nặng nề về người và tài sản ở các vùng ven biển. Theo báo cáo nhanh từ Ban chỉ huy phòng chống lụt bão TƯ, tính đến 6 giờ sáng 18/7 đã có 1 người chết tại bãi biển Hải Hoà, Tĩnh Gia, Thanh Hoá và 11 người khác mất tích trong cơn bão.
Cụ thể, Quảng Ngãi có 6 người trên tàu QNg 55940 mất tích ở Hoàng Sa; Quảng Ninh có 5 người (1 người bị sóng đánh trôi ở khu vực đảo Cống Đỏ, 4 người trên tàu vận tải HD 0120/04 bị chìm tại khu vực hòn Gà Chọi), ngoài ra còn có 3 người bị thương ở Hải Phòng.
Bão Conson cũng gây thiệt hại nghiêm trọng về tài sản của người dân vùng ven biển. Đã có 303 nhà bị hư hỏng và tốc mái (Quảng Ninh 200; Hải Phòng 103); 27 tàu tàu bị đắm, vỡ (Quảng Ninh 15; Hải Phòng 5; Quảng Ngãi 6; Hà Tĩnh 1); 34 tàu tàu thuyền bị trôi, trong đó có 3 tàu lớn đang sửa chữa tại Hải Phòng; 13 chiếc lồng bè hải sản của người dân cũng bị cuốn trôi trong bão (Quảng Ninh 12; Hải Phòng 1).
Ước tính bão Conson đã ảnh hưởng đến gần 2.000 ha lúa, 1.700 ha hoa mầu của tỉnh Thái Bình, trong đó có hàng trăm ha lúa và hoa mầu có nguy cơ mất trắng do bị dập nát và ngập sâu trong nước lũ.

## Công tác cứu hộ, cứu nạn

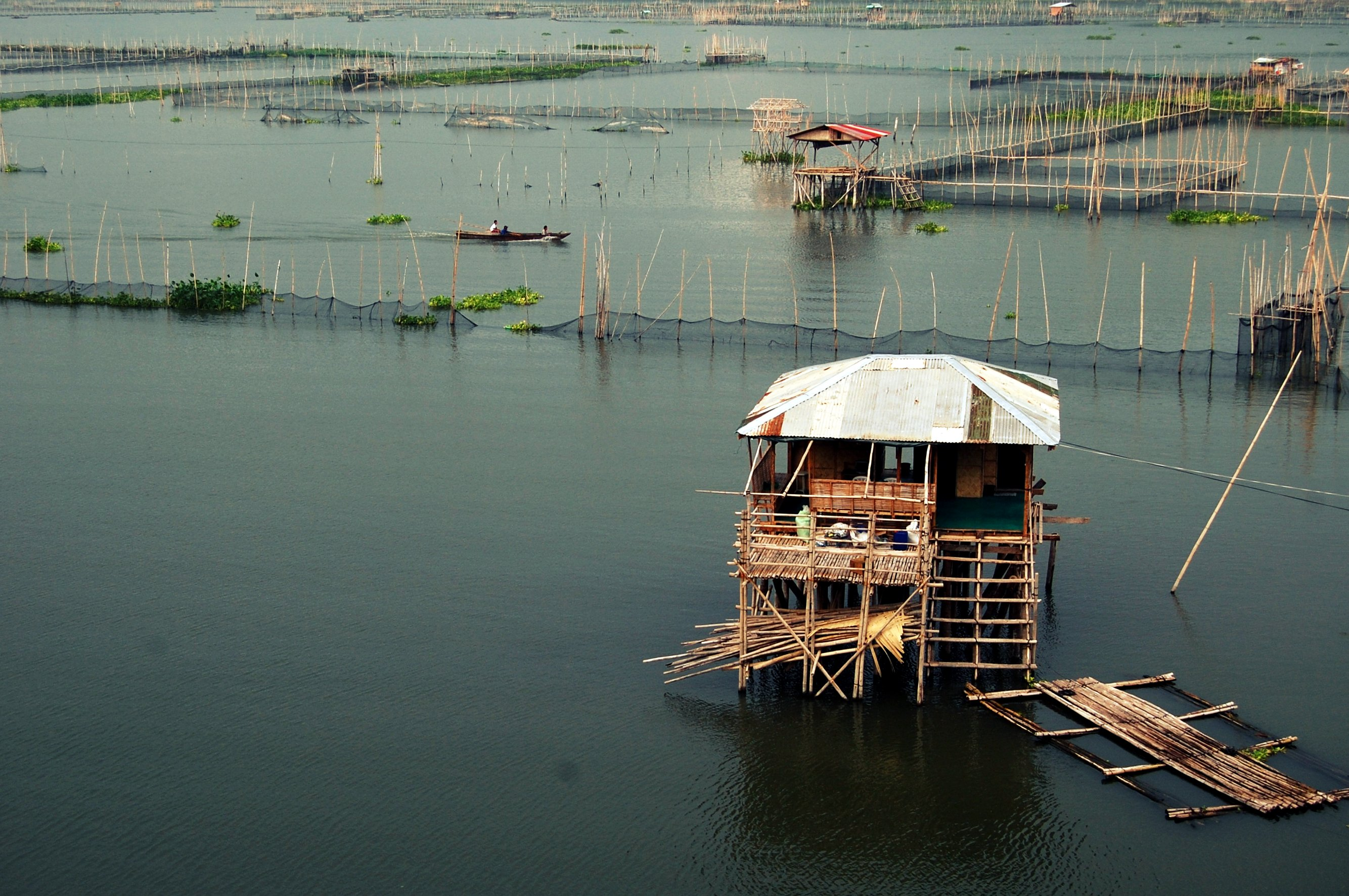
Ngập lụt do bão Conson

Phó Chánh văn Phòng Ban chỉ huy phòng chống lụt bão TƯ Văn Phú Chính cho biết: Tại Hải Phòng, Cầu Bính bị tàu biển va chạm nhưng chưa xác định được mức độ thiệt hại. Ngoài ra, 1 cẩu hàng đã bị gãy, đổ tại đảo Bạch Long Vỹ và sạt lở đê, kè Cát Hải.
Cũng theo ông Chính, hiện nay công tác cứu hộ, cứu nạn và khắc phục sau bão đang được đặt lên hàng đầu. Hiện, bộ đội biên phòng đang tiếp tục công tác tìm kiếm cứu nạn 6 ngư dân và các tàu bị nạn của tỉnh Quảng Ngãi tại khu vực đảo Hoàng Sa và 5 người ở Quảng Ninh. Cùng đó, các lực lượng cứu hộ đang tiếp tục tiến hành trục vớt các tàu bị chìm, trôi.
Hải Phòng, Quảng Ninh - hai địa phương thiệt hại nặng nhất sau bão đang khẩn trương tiến hành công tác hỗ trợ nhân dân sửa chữa nhà cửa, chỉnh trang dọn dẹp thành phố, khôi phục sản xuất và ổn định đời sống.
Trao đổi với PV Dân trí, ông Nguyễn Văn Đọc - Phó chủ tịch thường trực UBND tỉnh Quảng Ninh cho biết: Khi bão đổ bộ vào đã làm một chiếc tàu xi măng của ông Lương Văn Quang, ở huyện Xuân Trường, Nam Định bị đánh chìm. Trên tàu có 2 người, 1 người mất tích.
Đáng chú ý là vào thời điểm bão số 1 đổ bộ vào TP Hạ Long chiều tối 17/7, mưa bão đã đánh chìm nhiều tàu neo đậu ở khu vực trú ẩn trên vịnh, nhiều tàu đã bị đứt neo trôi ra khơi. Các lực lượng tìm kiếm, cứu nạn đã kịp thời ứng cứu và đưa vào bờ 120 người dân cũng như các tàu thuyền neo đậu bị trôi trên Vịnh Hạ Long.
Do có sự chuẩn bị của Ban chỉ huy PCLB nên cơn bão số 1 đi qua địa bàn tỉnh không gây ra những thiệt hại nghiêm trọng. Theo thống kê ban đầu trên địa bàn tỉnh Quảng Ninh có 20 lồng bè nuôi trồng thủy sản, 15 tàu vận tải đánh cá, 5 tàu du lịch bị bão đánh chìm và có khoảng hơn 300 ngôi nhà bị tốc mái…
Tại huyện Cô Tô có 200 nhà dân ở các đảo bị tốc mái. có 8 bè nuôi thủy sản bị trôi và bị sóng đánh vỡ, 2 cột ăng ten, phát sóng bị đổ. Tại huyện Yên Hưng, có 5 cột điện 110kv ở khu vực xã Tiền An bị đổ, gần 10 ngôi nhà bị tốc mái. Ở Cẩm Phả hàng chục ngôi nhà bè bị tốc mái do sóng đánh vỡ đứng trước nguy cơ bị chìm…
“Hiện UBND tỉnh đang phối hợp chỉ đạo các huyện, khu vực bị thiệt hại nặng sau cơn bão số 1 tập trung xử lý giúp dân sớm ổn định sinh hoạt cũng như hỗ trợ kinh phí cần thiết cho những hộ dân bị thiệt hại về tài sản, nhà tốc mái tại các huyện Vân Đồn, Cô Tô, Yên Hưng, Ba Chẽ…”, ông Đọc cho biết.
Ông Nguyễn Phú Nhuận - Chi Cục trưởng Chi Cục quản lý đê điều và phòng chống lụt bão tỉnh Thái Bình cho hay, theo báo cáo nhanh của Ban Chỉ huy PCLB tỉnh Thái Bình, tính đến 7h sáng nay 18/7, tổng cộng lượng mưa đo được sau trận bão Conson tối qua là 109,95mm, kèm theo là gió giật cấp 8 - 9, điện đã bị cắt trên diện rộng, nhiều điểm trên địa bàn tỉnh Thái Bình bị ngập úng nặng.